# نهان‌چهره
نهان‌چهره (نام علمی: Kryptops) نام یک سرده از تیره آبل‌خزندگان است.